# Holcostethus
Holcostethus is een geslacht van wantsen uit de familie schildwantsen (Pentatomidae). Het geslacht werd voor het eerst wetenschappelijk beschreven door Franz Xaver Fieber in 1861.

## Soorten
Het genus bevat de volgende soorten:

- Holcostethus abbreviatus Uhler, 1872
- Holcostethus capitatus (Jakovlev, 1889)
- Holcostethus classeyi V.G. Putshkov, 1965
- Holcostethus fulvipes (Ruckes, 1957)
- Holcostethus hirtus (Van Duzee, 1937)
- Holcostethus hoberlandti Lodos & Önder, 1980
- Holcostethus limbolarius (Stål, 1872)
- Holcostethus lodosi Ahmad, Zaidi & Kamaluddin, 1986
- Holcostethus macdonaldi Rider & Rolston, 1995
- Holcostethus nitidus (Kiritshenko, 1914)
- Holcostethus ovatus (Jakovlev, 1889)
- Holcostethus picea Dallas, 1851
- Holcostethus piceus (Dallas, 1851)
- Holcostethus punctatus (Lindberg, 1935)
- Holcostethus ruckesi McDonald, 1975
- Holcostethus tristis (Van Duzee, 1904)

Subgenus Enigmocoris Belousova, 2007
- Holcostethus fissiceps Horváth, 1906

Subgenus Holcostethus Fieber, 1861
- Holcostethus albipes (Fabricius, 1781)
- Holcostethus evae Ribes, 1988
- Holcostethus sphacelatus (Fabricius, 1794)

Subgenus Paraholcostethus Belousova, 2007
- Holcostethus breviceps (Horváth, 1897)